# Рашбол
Рашбол (от англ. rush — натиск, штурм; ball — мяч: rushball, «быстрый мяч») — командный вид спорта, в котором целью является забить мяч в ворота соперника ногами или другими частями тела (кроме рук) бо́льшее, чем команда соперника, количество раз.

## История рашбола[1]
Рашбол был изобретен в начале XXI века в России в городе Владивосток в ДВГТУ профессором В. Макаровым. Имеет другое название «Русский футбол», которое получило распространение в России и русскоязычных странах. Первый матч в истории состоялся 12 апреля 2004 года в Индии в городе Калькутта. И только 10 ноября 2004 года был проведён первый матч в России — на родине рашбола, в котором участвовали две студенческие команды ДВГТУ (матч был организован Президентом федерации футбола Приморского края А. Г. Лаунцом). Затем в рашбол сыграли и в Китае в городе Чанчунь. В дальнейшем игра развивалась на территории Дальнего Востока Российской Федерации, преимущественно в Приморском крае (г. Владивосток, г. Находка, г. Дальнегорск, г. Арсеньев) и в Хабаровском крае (г. Хабаровск). В 2006 году была создана Федерация Рашбола Приморского края, а в 2010 году — создана Ассоциация Рашбола (Русского футбола) г. Санкт-Петербург. В 2011 году 1 апреля на поле спортивного клуба «Коломяги-1904» была проведена первая игра в рашбол в г. Санкт-Петербург. В 2012 году 21 сентября студенческие команды Сиднейского университета сыграли первый в истории Австралии матч в рашбол. Рашбол относится к разновидности футбола.

## Правила игры[5]
Сходства с футболом: размер поля, количество игроков, игра любыми частями тела, кроме рук.

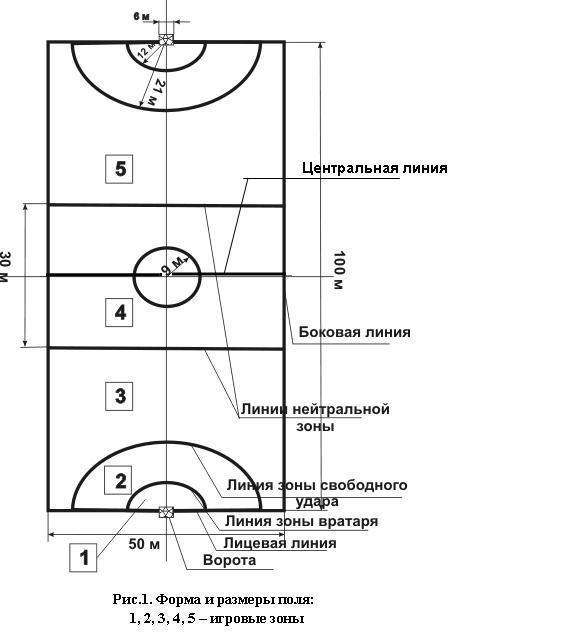
Схема разметки поля в рашболе

Отличия от футбола: иная разметка поля, вследствие наличия игровых зон (зона вратаря (1), зона штрафного удара (2), зона защиты (3), нейтральная зона (4), зона атаки(5)), фиксированный задний и передний офсайд, мяч вводится из аута ногами, наличие двух типов угловых, удаление игрока с поля на короткий промежуток времени за нарушение правил, запрещён пас своему вратарю любыми частями тела, возвращение вратаря после выхода из зоны вратаря разрешается только после гола (в свои или чужие ворота).
Правило переднего офсайда: несмотря на сходство с хоккеем с шайбой, где офсайд также фиксированный, в рашболе учитывается ещё и положение защитников по отношению к зоне защиты. В случае, если защитники входят в зону, она считается вскрытой, и передний офсайд перестает считаться (Правило: «Защитник в зоне — офсайда нет»).
Правило заднего офсайда аналогично баскетбольному: пас из нейтральной зоны или зоны атаки назад своему игроку (в зону защиты) ставит его в положение «вне игры».
В зоне вратаря разрешается играть только вратарю (Правило: «В зоне вратаря — только вратарь»). Активная игра защитника в зоне карается пенальти, забитый из зоны гол отменяется. Мяч, посланный игроком любой частью тела в зону вратаря своей команды и остановленный вратарем или остановившийся самопроизвольно, считается вышедшим из игры, переходит к противоположной команде и вводится в игру с точки линии нейтральной зоны, ближайшей к месту остановки.

## Судейство в рашболе
Количество судей. Судейство в рашболе осуществляет судейская бригада из 6 человек в составе главного арбитра, наделенного правом останавливать игру свистком, двух лайнсменов, двух судей Зон Вратаря и одного судьи скамейки штрафников.
Обязанности судей.
Главный арбитр располагается, как правило, спиной к боковой линии поля и контролирует как игру в целом, так и действия своих помощников. Он останавливает игру при нарушении правил, отдавая сигнал свистком и жестами.
Лайнсмены располагаются напротив главного судьи лицом к нему в месте пересечения линии нейтральной зоны и боковой линии поля. Каждый лайнсмен контролирует положение игроков «вне игры» в случае переднего и заднего офсайда, флагом показывая характер нарушения. Кроме того, в обязанности лайнсмена входит контроль ухода мяча за боковую и лицевую линию на ближней к нему половине поля, а также нарушения на участке ближней к ему половине Зоны Вратаря, фолы игроков и их спортивное поведение.
Судьи Зон Вратаря располагаются за воротами со стороны половины поля главного арбитра. Каждый судья Зоны Вратаря контролирует нарушения на участке ближней к ему половины Зоны Вратаря, флагом показывая характер нарушения, а также фиксирует взятие ворот. Кроме того, в обязанности судьи Зоны Вратаря входит контроль ухода мяча за боковую и лицевую линию на ближней к нему половине поля, а также фолы игроков и их спортивное поведение.
Судья скамейки штрафников контролирует своевременность отбывания штрафов игроками, время игры и её счет.

## Очковая система рашбола
Учёт очков в рашболе идет по таймам. За победу в тайме начисляется 5 очков, за ничью — 3 очка, поражение оценивается в 1 очко. Общая разница забитых и пропущенных голов за матч на результат встречи не влияет, а учитывается только в целом в турнире как дополнительный показатель при равенстве очков двух команд. При ничьей в матче (по сумме очков таймов) может назначаться третий тайм, а в случае ничьи в нём — пробиваться пенальти. Такая схема приемлема в кубковых поединках. Если команда не забила за игру ни одного гола, то ей присуждается штрафное очко.

## Система наказаний в рашболе за нарушение правил
Основополагающим принципом рашбола является принцип «No foul!» (Игра без фолов). Этот принцип позволяет гарантировать возможности ведения скоростной игры. Принцип проводится в жизнь через систему сочетания командных и индивидуальных наказаний, что делает фол невыгодным команде в целом.
Система командных наказаний. Каждый штрафной, назначаемый за нарушение правил, приводит к ситуации вероятного гола. Так штрафные удары за фолы в Зоне Атаки пробиваются с линии Зоны Штрафного Удара (со стенкой, если нарушение было вне этой зоны, и без стенки, если нарушение было в самой Зоне Штрафного Удара). При нарушении правил в Нейтральной Зоне штрафной пробивается с линии Нейтральной Зоны, ближней к воротам противника. При нарушении правил нападающим в Зоне Атаки штрафной пробивается с линии Нейтральной Зоны, причем передний офсайд отменяется. Таким образом, нарушение правил (фол) имеет в рашболе цену от 0,4 до 0,8 гола.
Система индивидуальных наказаний. Система индивидуальных наказаний связана с очковой системой и учитывает как предупреждения («желтая» карточка), так и удаления, которые разделяются на короткие (на 2 и более минут, но не менее 10 % игрового времени тайма — «красная» карточка) и длинные (до конца тайма, но не менее 5 минут и с продолжением отбывания штрафа в следующих таймах при необходимости — «черная» карточка). Две «желтые» карточки равны 1 «красной», две «красные» карточки равны 1 «черной». Две подряд показанные «черные» карточки означают удаление до конца игры. Если в течение тайма на поле у команды остается менее 7 игроков, ей засчитывается техническое поражение в тайме со счетом 0-5. При реализации численного большинства, вызванного «коротким» удалением, удаленный игрок может вернуться на поле. «Длинное» удаление не подразумевает возврат на поле игрока после пропущенного его командой гола.

## Соревнования
- Чемпионат Приморского Края 2006, 2008
- Открытое первенство Владивостока 2007, 2011
- Открытый Кубок Владивостока 2011, 2014, 2015, 2016
- Кубок Приморского Края 2007, 2017
- Супер Кубок Приморского Края 2007
- Кубок Хабаровска 2015
- Кубок Дальнего Востока 2014, 2015